# Inazuma Eleven Reloaded
Inazuma Eleven Reloaded (イナズマイレブン リローデッド Inazuma Eleven Reloaded?), es un OVA de la serie y manga creado por Tenya Yabuno, que está basado en la serie de un solo episodio del mismo título. El manga fue publicado en Japón el 15 de marzo de 2018, mientras que el anime fue publicado en línea el 5 de abril de 2018.
Se trata de una secuela de historia alternativa a Inazuma Eleven y la precuela de Inazuma Eleven: Ares.

## Lista de episodios
| Número | Título JPN                        | Torneo                  | Partidos                            | Fecha de Emisión        |
| Inazuma Eleven Reloaded | Inazuma Eleven Reloaded           | Inazuma Eleven Reloaded | Inazuma Eleven Reloaded             | Inazuma Eleven Reloaded |
| --- | --------------------------------- | ----------------------- | ----------------------------------- | ----------------------- |
| 1 | サッカーの変革 (Sakka no Henkaku) | Amistoso                | Barcelona Orb 13-0 Instituto Raimon | 5 de abril de 2018      |
| Después de derrotar al Instituto Zeus y convertirse en los campeones del Fútbol Frontier, los chicos del Raimon regresan al instituto y todos felicitan a los miembros del equipo por sus logros. En ese momento Seymour Hillman entra y propone un partido entre el Raimon y el campeón de la liga juvenil española, el Barcelona Orb. |                                   |                         |                                     |                         |